# 秋山黃色
秋山黃色（日语：／ Akiyama Kiiro，1996年3月11日—）是一名日本男性創作歌手，出生於日本栃木縣宇都宮市。

## 經歷
秋山自稱是「從專科學校輟學的自由工作者」，自己作詞、作曲、編曲和演唱。與音樂結緣是在國中時，受到動畫《K-ON！輕音部》的影響而開始彈貝斯，高中一年級時創作了第一首歌。

### 2017年
2017年12月開始進行現場演出，主要演出地點為宇都宮與東京。

### 2018年
2018年6月發行的數位單曲《やさぐれカイドー》在日本Spotify Viral Chart排名第二（截至該年7月2日）。

### 2019年
2019年被日本Spotify 「Early Noise 2019」選為「今年有望大躍進的10位日本新人」；同年被SPACE SHOWER選為「SPACE SHOWER RETSUDEN NEW FORCE 2019」，被認為是有望在不久的未來突破的新人。
2019年1月23日發行第一張迷你專輯《Hello my shoes》。
2019年出演「VIVA LA ROCK 2019」、「ROCK IN JAPAN FESTIVAL 2019」、「SUMMER SONIC 2019」等大型音樂節，成為受人矚目的新人藝術家。
2019年9月在TSUTAYA O-Crest舉辦了第一場個人演唱會「登校の果て」。
2019年12月，以新生代創作歌手的身分出演日本广播协会(NHK)節目「SONGS」尾崎豐特輯，對《Shelly》的大膽編曲成為話題。
2019年年底首次出演日本最大的搖滾音樂節之一「rockin'on presents COUNTDOWN JAPAN 19/20」。

### 2020年
2020年1月發布的《モノローグ》被選為電視劇《10的秘密》的主題曲。《モノローグ》在ITunes搖滾榜上得到排名第一，其音樂錄影帶在兩個月內達到1000萬次點閱。
2020年2月28日與該年3月11日出演THE FIRST TAKE，分別演唱《モノローグ》與《猿上がりシティーポップ》。
2020年3月4日由日本唱片公司日本史诗唱片(Epic Records Japan)發行第一張正規專輯《From DROPOUT》。隨後首次於TBS電視台節目「CDTVスペシャル！卒業ソング音楽祭2020」進行現場演出。
2020年11月13日發布的《サーチライト》被選為朝日電視台週六晚間劇《消除老師的方程式。》的主題曲。
2020年12月25日發布《夢の礫》，該曲為動畫電影《煙囪小鎮的普佩》的插曲。

### 2021年
2021年1月7日動畫《約定的夢幻島第二季》開播，片頭曲為秋山的《アイデンティティ》。
2021年3月3日發行第二張正規專輯《FIZZY POP SYNDROME》。
2021年3月至6月在日本進行「一鬼一遊TOUR Lv.2」巡演。本次巡演是秋山在東京、名古屋和大阪的首次巡演，因為前一年的「秋山黄色『一鬼一遊TOUR』」受新冠肺炎疫情的影響而被取消。
2021年8月29日《ナイトダンサー》被選為BOAT RACE 2021電視廣告形象歌曲。

### 2022年
2022年1月15日朝日電視台電視劇《封刃師》開播，主題曲為秋山的《見て呉れ》。
2022年3月9日發行第三張正規專輯《ONE MORE SHABON》。
2022年3月11日舉行演場會「一鬼一遊PRE TOUR Lv.3」。
2022年4月至6月在日本進行「一鬼一遊TOUR Lv.3」巡演。

## 唱片目錄

### 單曲

#### 數位限定单曲
| 編號 | 發行日         | 歌名                   | 收錄專輯           |
| ---- | -------------- | ---------------------- | ------------------ |
| 1st  | 2018年6月20日  | やさぐれカイドー       | Hello my shoes     |
| 2nd  | 2018年8月15日  | 猿上がりシティーポップ | Hello my shoes     |
| 3rd  | 2018年11月28日 | Drown in Twinkle       | Hello my shoes     |
| 4th  | 2018年12月12日 | とうこうのはて         | Hello my shoes     |
| 5th  | 2019年1月16日  | ドロシー               | Hello my shoes     |
| 6th  | 2019年4月24日  | クソフラペチーノ       | 未收錄             |
| 7th  | 2019年6月19日  | クラッカー・シャドー   | From DROPOUT       |
| 8th  | 2019年8月9日   | 夕暮れに映して         | From DROPOUT       |
| 9th  | 2020年11月13日 | サーチライト           | FIZZY POP SYNDROME |
| 10th | 2020年12月25日 | 夢の礫                 | FIZZY POP SYNDROME |
| 11th | 2021年9月1日   | ナイトダンサー         | ONE MORE SHABON    |
| 12th | 2022年2月6日   | 見て呉れ               | ONE MORE SHABON    |

#### 實體CD單曲
| 編號 | 發行日        | 歌名             | 銷售類型 | 產品編號                  | 收錄專輯           | 最佳排名 |
| ---- | ------------- | ---------------- | -------- | ------------------------- | ------------------ | -------- |
| 1st  | 2021年1月27日 | アイデンティティ | CD+DVD   | ESCL-5491~2（動漫限定版） | FIZZY POP SYNDROME | 29位     |
| 1st  | 2021年1月27日 | アイデンティティ | CD       | ESCL-5490（標準版）       | FIZZY POP SYNDROME | 29位     |

## 音樂錄影帶
| 編號 | 發行日         | 歌名                         | 導演             | 合作                                             |
| ---- | -------------- | ---------------------------- | ---------------- | ------------------------------------------------ |
| 1st  | 2018年8月7日   | 「やさぐれカイドー」         | 大久保拓朗       |                                                  |
| 2nd  | 2018年10月25日 | 「猿上がりシティーポップ」   | 千葉崇志         |                                                  |
| 3rd  | 2019年1月23日  | 「ドロシー」                 | 大久保拓朗       |                                                  |
| 4th  | 2019年4月9日   | 「とうこうのはて」           | Masaki J Finch   |                                                  |
| 5th  | 2019年6月21日  | 「クラッカー・シャドー」     | 豊田京太郎       |                                                  |
| 6th  | 2019年6月22日  | 「クソフラペチーノ」         | 田中伸吾         |                                                  |
| 7th  | 2019年6月23日  | 「Drown in Twinkle」         | 川村ケンスケ     |                                                  |
| 8th  | 2019年8月9日   | 「夕暮れに映して」           | 渡邊哲           |                                                  |
| 9th  | 2020年2月11日  | 「モノローグ」               | 千葉崇志         | 電視劇《10的秘密》主題曲                         |
| 10th | 2020年3月3日   | 「Caffeine」                 | 田辺秀伸         |                                                  |
| 11th | 2020年11月13日 | 「サーチライト」             | 佐藤寛太         | 朝日電視台週六晚間劇《消除老師的方程式。》主題曲 |
| 12th | 2020年12月25日 | 「夢の礫」                   | 千葉崇志         | 動畫電影《煙囪小鎮的普佩》插曲                   |
| 13th | 2021年1月27日  | 「アイデンティティ」         | MIZUNO CABBAGE   | 動畫《約定的夢幻島第二季》片頭曲                 |
| 14th | 2021年3月10日  | 「月と太陽だけ」             | 田辺秀伸         |                                                  |
| 15th | 2021年9月1日   | 「ナイトダンサー」           | Takasuke Kato    | BOAT RACE 2021電視廣告形象歌曲                   |
| 16th | 2022年2月6日   | 「見て呉れ」                 | Nasty Men$ah     | 朝日電視台電視劇《封刃師》主題曲                 |
| 17th | 2022年3月3日   | 「シャッターチャンス」       | 田辺秀伸         |                                                  |
| 18th | 2022年11月5日  | 「SKETCH」                   | Shun Murakami    | 電視動畫《我的英雄學院第6季》片尾曲              |
| 19th | 2023年7月26日  | 「蛍」                       | 田辺秀伸         |                                                  |
| 20th | 2023年12月13日 | 「SCRAP BOOOO」              | 田辺秀伸         |                                                  |
| 21st | 2024年3月28日  | 「ソニックムーブ」           | 坂本涉太         |                                                  |
| 22nd | 2024年9月14日  | 「Caffeine Remix Feat. Deu」 | 田辺秀伸         |                                                  |
| 23rd | 2024年9月25日  | 「Lonely cocoa」             | Shintaro Toshima |                                                  |
| 24th | 2024年11月19日 | 「Wannabe」                  | iga kitty        | 漫畫《超人X》形象歌曲                            |

## 外部連結
- 官方网站
- 秋山黃色（索尼音樂娛樂）
- YouTube上的秋山黃色頻道
- 秋山黃色的X（前Twitter）